# Chaetomium spinigerum
Chaetomium spinigerum är en svampart som beskrevs av Sörgel 1972. Chaetomium spinigerum ingår i släktet Chaetomium och familjen Chaetomiaceae.   Inga underarter finns listade i Catalogue of Life.